# Белолипецкий, Степан Ефимович
Степан Ефимович Белолипецкий (1905, дер. Сукмановка, Борисоглебский уезд, Тамбовская губерния, Российская империя — май 1987, Москва, СССР) — советский деятель органов внутренних дел и государственной безопасности. 
Народный комиссар внутренних дел Чувашской АССР, генерал-майор (1945). Депутат Верховного Совета СССР 1-2 созывов.

## Биография

### Происхождение
Родился в русской семье крестьянина-середняка. Окончил сельскую школу в 1916, затем 2,5 года учился в гимназии. Работал в хозяйстве отца в родном селе с июля 1916 по 1924, при этом окончил 2 класса школы 2-й ступени там же. Землекоп на железнодорожной станции Чертково в 1924; чернорабочий в свекловичном совхозе в 1925; лесоруб в Покровском лесничестве (Орехово-Зуевский район) в 1926—1927; лесоруб в Каширском лесничестве в 1927. 
Субстрахагент Русановского райстрахагентства в 1928—1929. В 1928—1929 секретарь ячейки ВЛКСМ. В ВКП(б) с октября 1932 (член ВЛКСМ в 1926—1933). В 1929—1930 заместитель председателя сельсовета в Русановском районе. В 1930—1931 председатель сельсовета сёл Сукмановка, Терновка.

### Карьера в правоохранительных органах
В 1931—1932 делопроизводитель-машинист Русановского и Терновского райотдела ГПУ Центрально-Чернозёмной области. В 1932—1933 помощник уполномоченного, уполномоченный Грязинского райотдела ГПУ Центрально-Чернозёмной области. В 1933—1935 уполномоченный Секретно-политического отдела Уманского оперативного сектора ГПУ—НКВД. В 1935—1937 начальник Нижнедевицкого райотдела НКВД. В 1937—1938 начальник 6-го отделения 3-го отдела УГБ УНКВД Воронежской области. В 1938—1939 заместитель начальника отделения 6-го отдела ГУГБ НКВД СССР. В 1939 старший оперуполномоченный 4-го отдела ГУГБ НКВД СССР. В 1939—1940 старший следователь следственной части ГУГБ НКВД СССР. 
В 1940—1948 нарком (министр) внутренних дел и госбезопасности Чувашской АССР. В 1948—1950 начальник Управления МВД Курской области. В 1951 начальник управления Лугового лагеря МВД. В 1951—1952 начальник Строительно-монтажного управления в составе Строительства № 565. В 1952—1953 начальник ИТЛ «ГА».
В марте-ноябре 1953 старший следователь следственной части по ОВД (особо важным делам) МВД СССР.
В декабре 1953 года уволен из органов МВД. Лишён звания генерал-майора постановлением СМ СССР № 9-4сс от 3.1.1955 «как дискредитировавший себя за время работы в органах… и недостойный в связи с этим высокого звания генерала» (обвинён в незаконных методах ведения следствия).

## Достижения

### Звания
- 02.03.1936, младший лейтенант государственной безопасности;
- 05.08.1938, лейтенант государственной безопасности;
- 24.09.1940, капитан государственной безопасности;
- 14.02.1943, полковник государственной безопасности;
- 22.02.1945, комиссар государственной безопасности;
- 09.07.1945, генерал-майор.[5][6]
- 03.01.1955 лишён звания

### Награды
- 20.09.1943, орден Красной Звезды;
- 1943, орден Красной Звезды;
- 06.07.1945, орден Трудового Красного Знамени;
- 16.09.1945, орден Красной Звезды;
- 1946, орден Красной Звезды;
- 1944, медаль «За боевые заслуги»
- 04.02.1942, знак «Заслуженный работник НКВД».